# Генсбрук
Генсбрук (нід. Hensbroek) — село в нідерландській провінції Північна Голландія. Входить до муніципалітету Коггенланд.
Його площа становить 5,55 км², а населення станом на 2021 рік складало 1 305 осіб.
До 1979 року мало статус окремого муніципалітету.

## Галерея

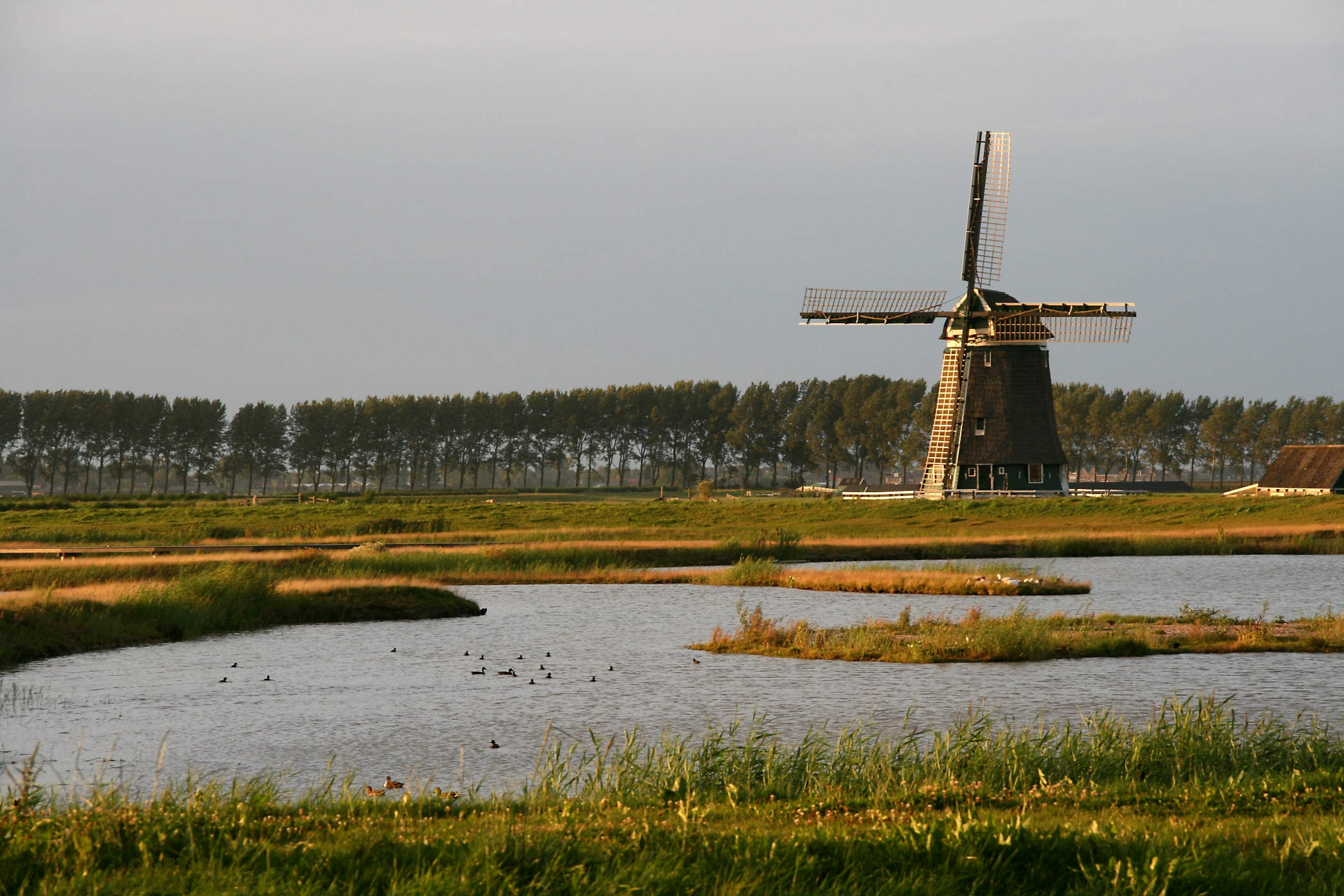
Вітряк Nieuw Leven